# PSR B1259-63
PSR B1259-63是一顆毫秒脈衝星，並且和光譜型 B2e 的恆星SS 2883組成食聯星系統。該聯星系的高離心率軌道與地球方向視線交角約36°，導致該脈衝星會有40日的時間被伴星掩蔽。PSR B1259-63的自轉週期約48 ms，並且光度為8.3 × 1035 erg/s。該脈衝星會輻射極高能的伽马射线，並且光度變化週期為數日。
PSR B1259-63的伴星SS 2883的質量為太陽的10倍，半徑為太陽的6倍。該恆星的赤道自轉速度280 km/s，是它的解體速度的70%。

## 外部連結
- PSR B-1259-63 / SS 2883（页面存档备份，存于）
- PSR B1259-63, TeVCat（页面存档备份，存于）